# كيسوكي هاياشي
كيسوكي هاياشي (باليابانية: 林 佳祐) (25 يوليو 1988 في هيوغو في اليابان – )؛ هو لاعب كرة قدم ياباني سابق كان يلعب كمدافع.

## وصلات خارجية
- كيسوكي هاياشي على موقع رابطة كرة القدم اليابانية للمحترفين (اليابانية)
- كيسوكي هاياشي على موقع قاعدة بيانات كرة القدم.إي يو (الإنجليزية)
- كيسوكي هاياشي على موقع Soccerway.com (الإنجليزية)
- كيسوكي هاياشي على موقع عالم كرة القدم.نت (الإنجليزية)